# Суслов, Геннадий Васильевич
Геннадий Васильевич Суслов (1 января 1937, Шадриха, Порецкий район — 29 июня 2009, г. Новороссийск) — передовик производства. Герой Социалистического Труда (1982).

## Биография
В 1953 году окончил семилетнюю школу в родном селе, после чего работал в колхозе. В 1955 году переехал в Феодосию, где до призыва на срочную службу работал грузчиком в морском порту. В 1956 году был призван в армию. После службы в армии с 1959 года работал в г. Феодосия докером. С 1961 года работал грузчиком в Новороссийском порту. В 1962 году был назначен бригадиром комплексной бригады докеров-механизаторов Новороссийского порта. В годы десятой пятилетки (1976 - 1980) бригада, руководимая Геннадием Сусловым выполняла ежедневно нормы выработки на 124 - 136%. За выдающиеся успехи в экспортно-импортных перевозках за 1981 год был удостоен звания Героя Социалистического Труда.  

## Награды
- Герой Социалистического Труда - указом Президиума Верховного Совета от 1 июля 1982 года.
- орден Ленина,
- орден Трудового Красного Знамени,
- орден «Знак Почёта»,
- медали.